# Kadial
Pour l’article homonyme, voir Kadiel (Burkina Faso).
Kadial (parfois écrit Kadiel) est une ancienne commune et localité dans la commune rurale Togoro Kotia, dans le cercle de Ténenkou et la région de Mopti au Mali.

## Géographie
Kadial est situé à trente km au nord-ouest de Mopti dans une plaine inondable du Delta intérieur du Niger. Le territoire est occupé par des prairies humides avec des bourgoutières (des mares avec des îles flottantes de bourgou) et des forêts humides.

## Facilités
L'ancienne commune, comprenant Kadial et 4 villages (Kada Kadial I à IV), est toujours un centre local avec une école et un centre de santé communautaire médical (CESCOM).

## Guerre du Mali
Pendant la guerre du Mali, Kadial a subi quelques actions terroristes. Sur la route de Mopti à Kadial les terroristes armés jouent le rôle de contrôleurs routiers. Dès avant 2017 des brigades jihadistes opèrent  dans la forêt de Kadial. Le 29 avril 2017: un véhicule de Forces armées maliennes tombait sur l'embuscade d'un engin explosif improvisé, suivi d'un tir d'armes, près de Kadial. Le 17 mai 2017 deux instituteurs ont été séquestrés par la Katiba Macina, mais libérés ensuite. La même année, un membre du personnel humain et deux du personnel médical ont été séquestrés par les terroristes à Kadial. Le 8 mai 2018, Makan Doumbia, préfet de Ténenkou, est enlevé dans la forêt de Kadial mais sera libéré le 17 février 2019.Le 9 juin 2018, une équipe des Forces armées maliennes chargé de récuperer 9 voitures civiles du Programme alimentaire mondial, qui étaient pris le 6 juin par les terroristes, tombait à Kadial sur l'embuscade d'un engin explosif improvisé, suivi d'un tir d'armes. Deux soldats ont été tués et une voiture chargé d'armes a été pris par les terroristes.